# Arethuseae
Arethuseae là một tông phong lan trong phân họ Epidendroideae. Tông này được John Lindley miêu tả đầu tiên năm 1840. Phân tông lớn nhất của nó là Arethusinae và Bletiinae, và các phân tông nhỏ hơn gồm Sobraliinae và Thuniinae.

## Phân loại
Tông Arethuseae gồm 2 phân tông Arethusinae có 5 chi và Coelogyninae có 21 chi

## Hình ảnh

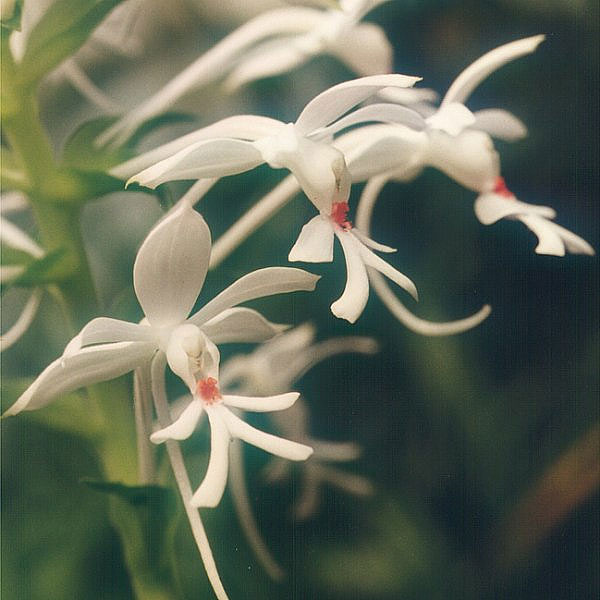
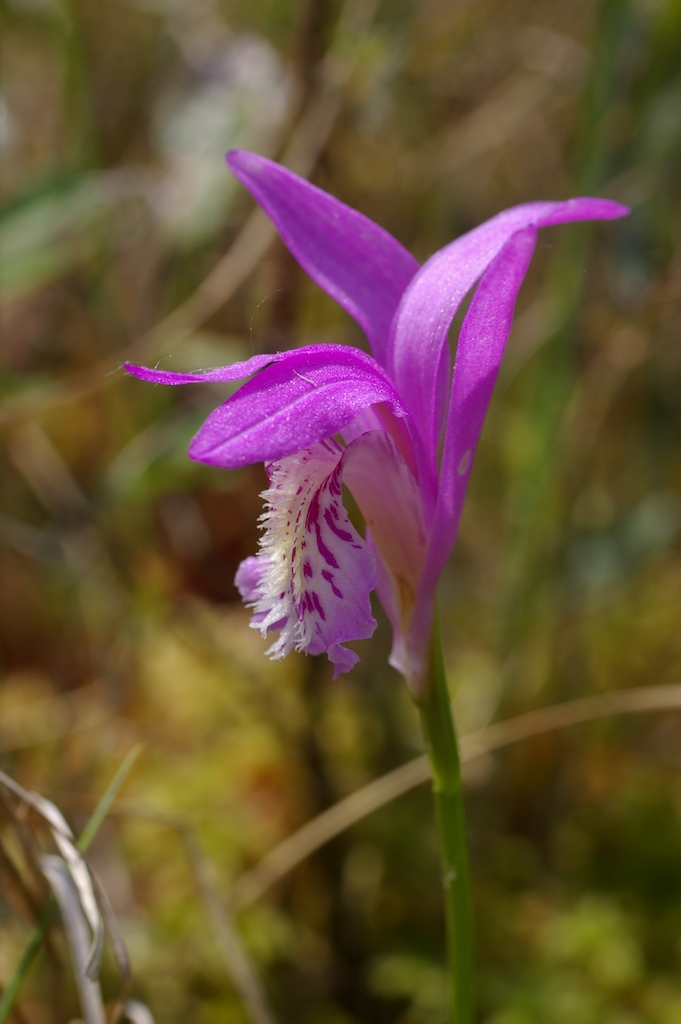